# Sudeste de Queensland
O Sudeste de Queensland (SEQ) é uma região biogeográfica, política e administrativa do estado de Queensland, na Austrália, que contém mais de 3,6 milhões da população do estado, que é de 5,1 milhões. A área coberta pelo sudeste de Queensland varia, dependendo das características da região, embora tenda a incluir as três maiores cidades de Queensland: a capital Brisbane; a Gold Coast; e a Sunshine Coast. Seu uso mais comum é para fins políticos e abrange 22.420 quilômetros quadrados, incorpora 11 áreas de governo local, estendendo-se 240 quilômetros de Noosa, no norte, até a costa de Gold Coast e Nova Gales do Sul.